# Martial von Limoges

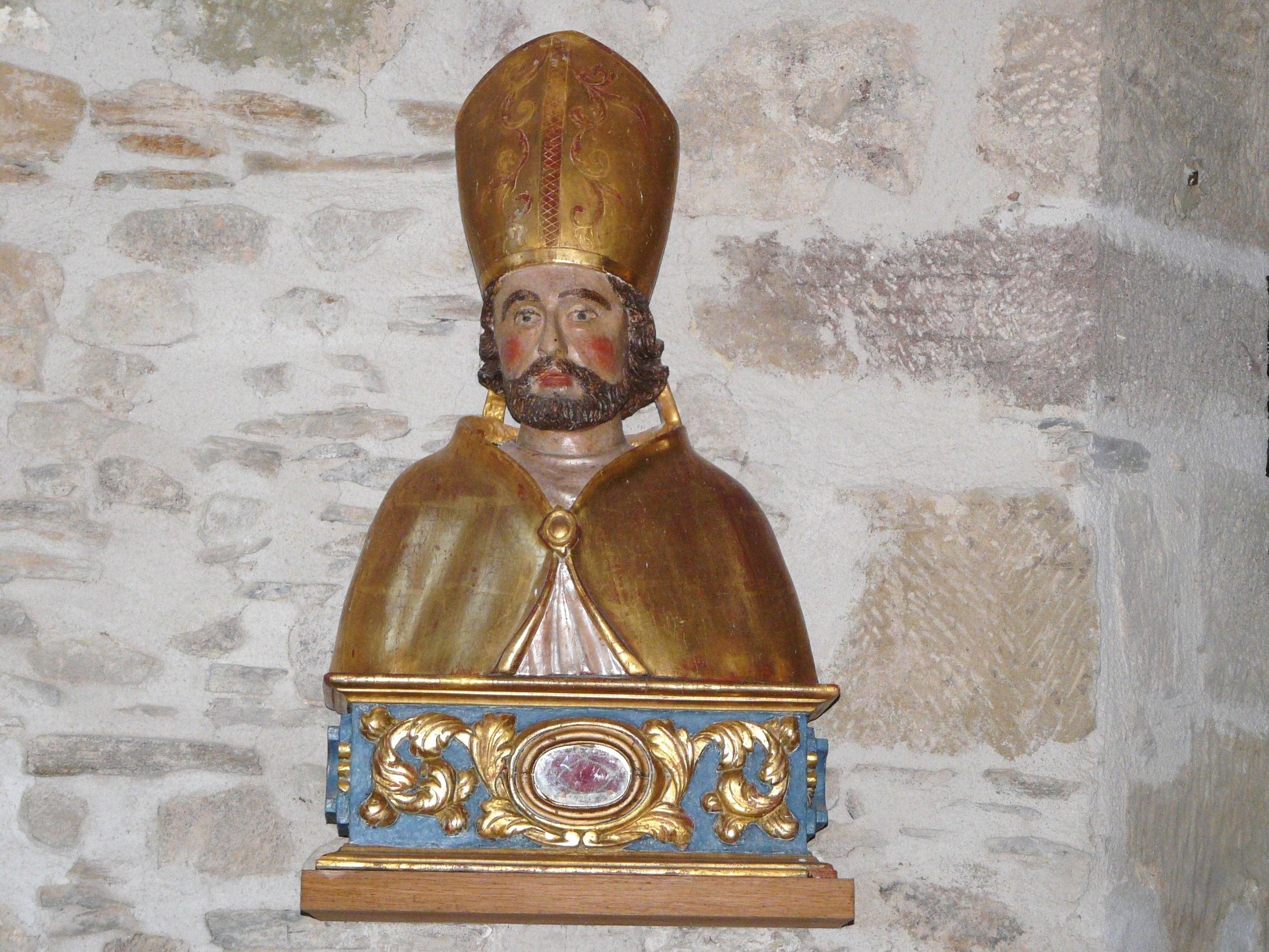
Büste des hl. Martial (18. Jh.)

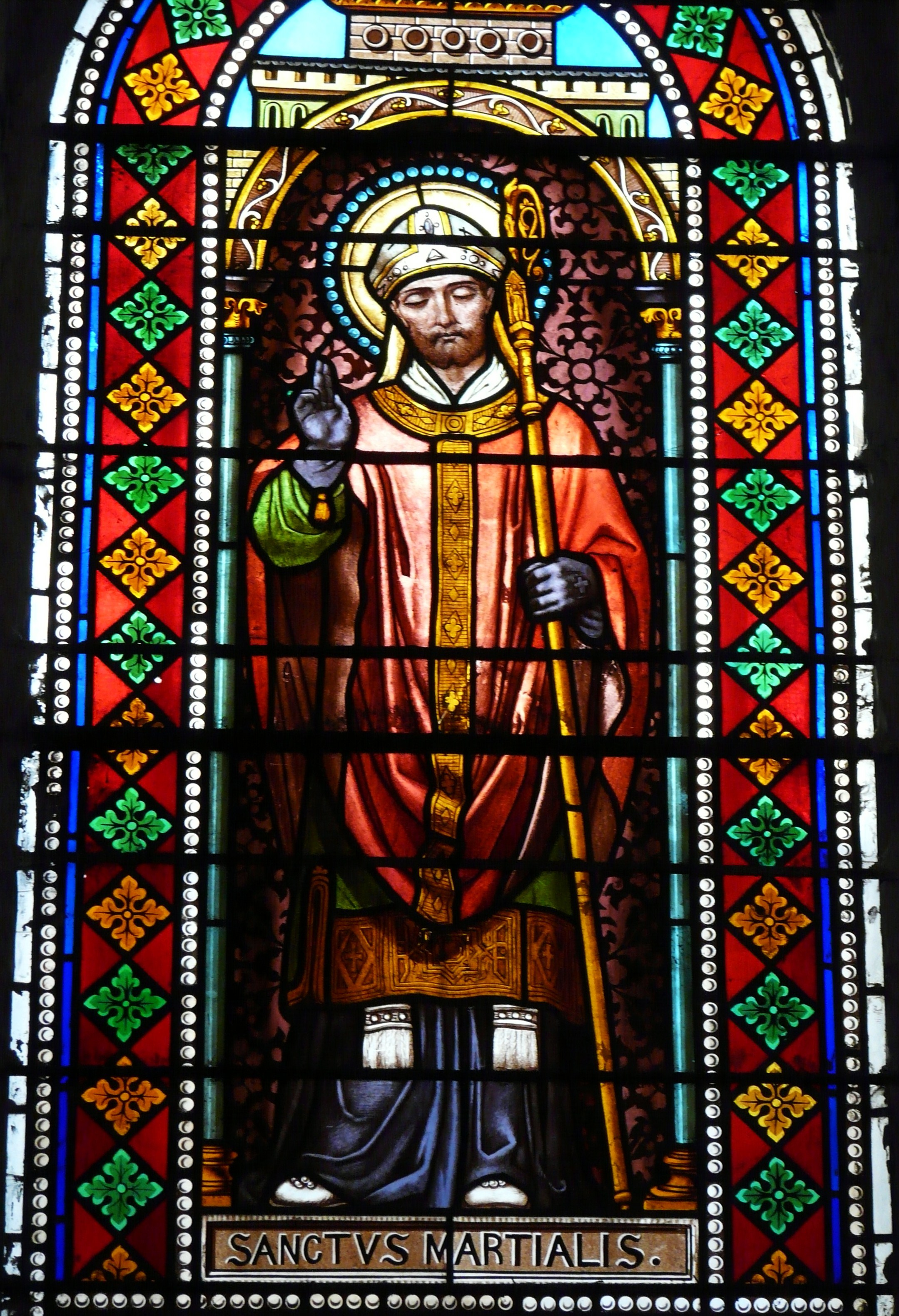
Hl. Martial in einem Kirchenfenster (um 1860)

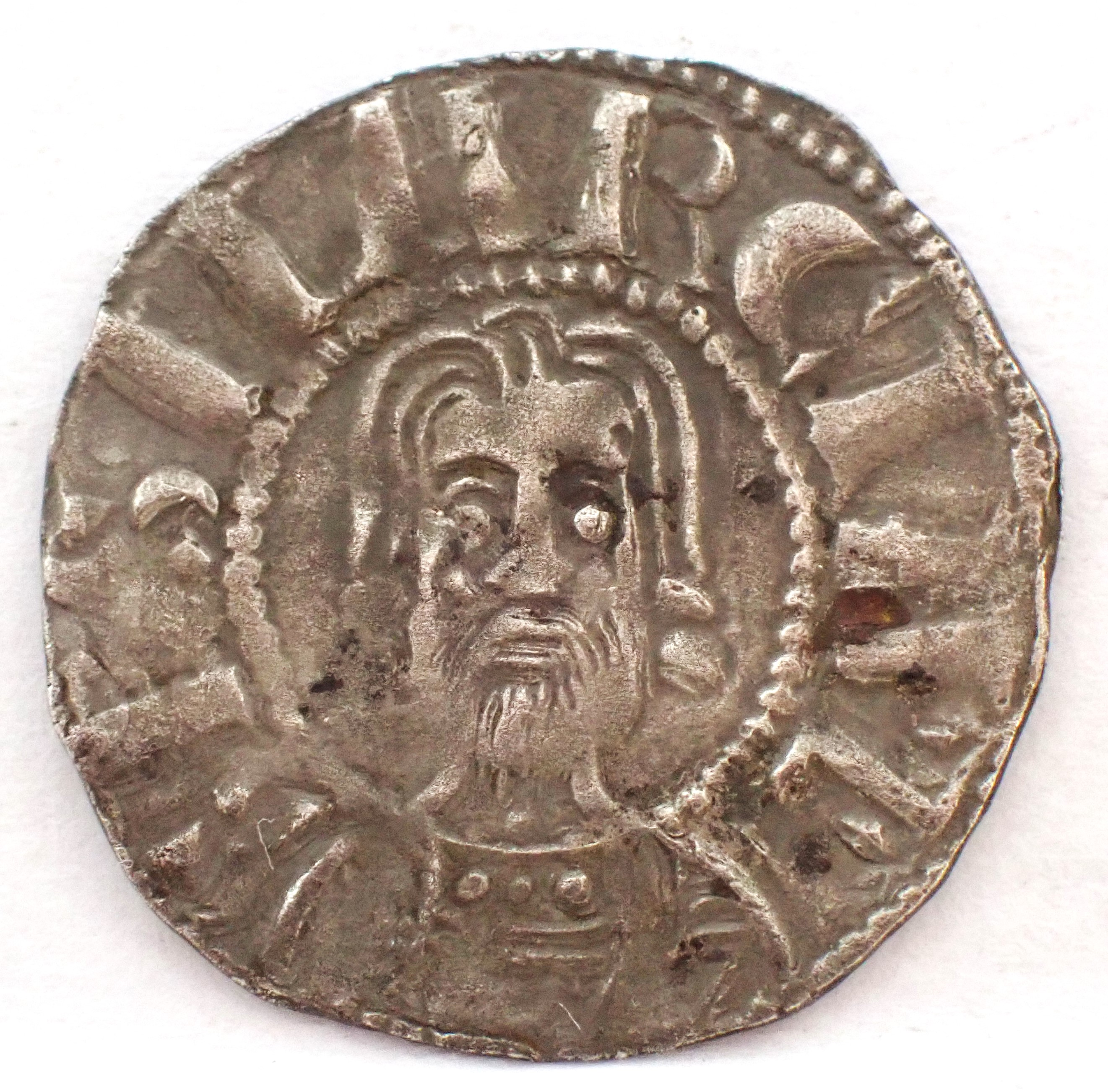
Denar der Abbey de Saint Martial in Limoges, Avers

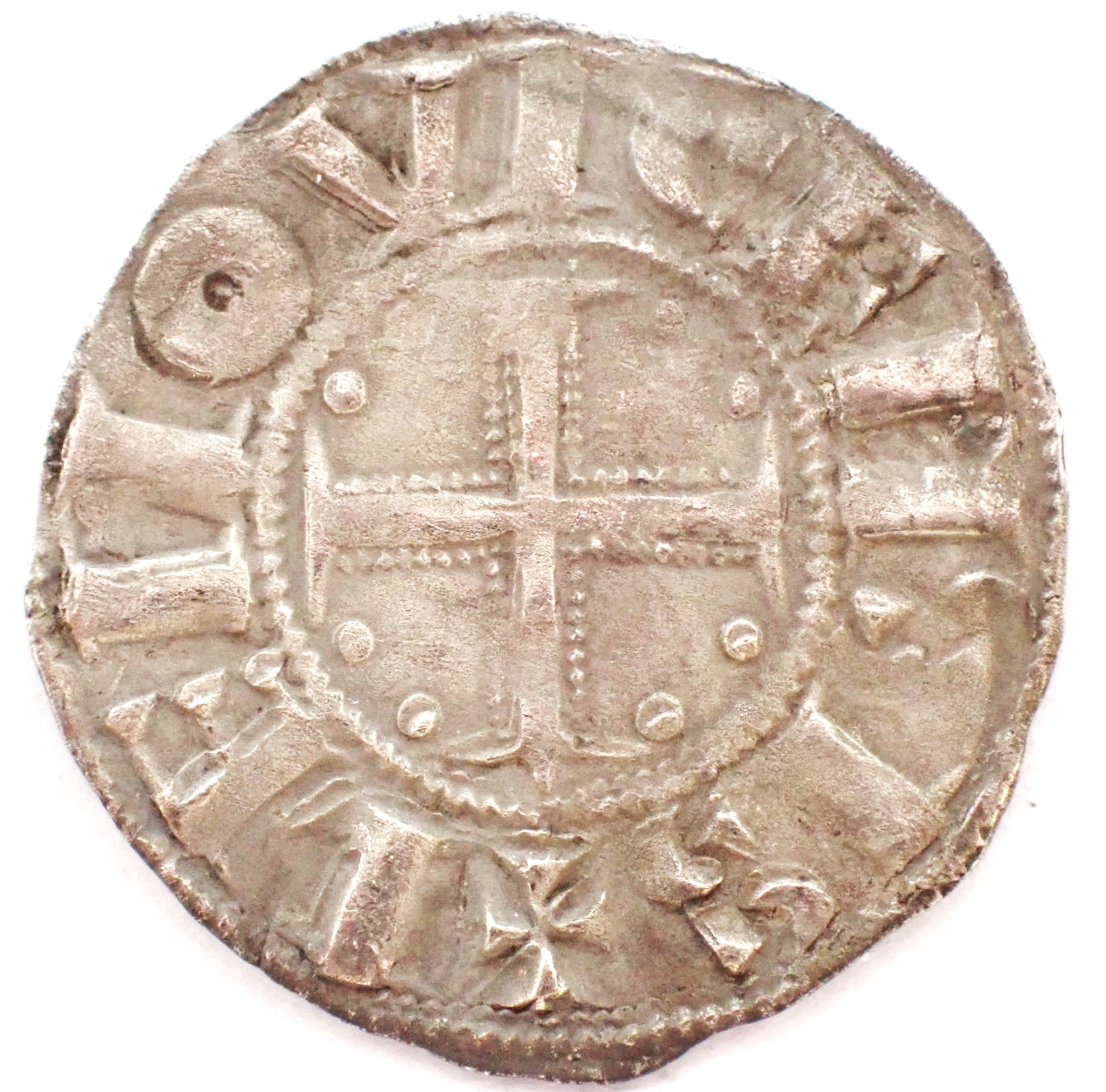
Denar der Abbey de Saint Martial in Limoges, Revers

Martial von Limoges (auch Martialis) war gemäß der Überlieferung der Katholischen Kirche der erste Bischof von Limoges. Sein Gedenktag ist der 30. Juni.

## Vita
Martial stammte möglicherweise aus dem Orient und kam, vom Papst gesandt, um die Mitte des 3. Jahrhunderts n. Chr. auf der Römerstraße über Bourges nach Limoges.
Bereits Sidonius Apollinaris, der Bischof von Clermont, erwähnt ihn im 5. Jahrhundert als Bischof von Limoges. Gregor von Tours berichtet im 6. Jahrhundert, Martial sei einer der sieben Bischöfe (Gatianus von Tours, Paulus von Narbonne, Saturninus von Toulouse, Austremonius von Clermont, Dionysius von Paris und Trophimus von Arles) gewesen, die in der Regierungszeit des Kaisers Decius (249–251) in Gallien gewirkt hatten.

## Verehrung
Im 8. Jahrhundert entstand eine erste Vita. Über seinem Grab wurde im Jahr 848 die während der Französischen Revolution zerstörte Abtei Saint-Martial errichtet. Zahlreiche Kirchen in Frankreich, Katalonien und Venedig sind ihm gewidmet.
In der Zeit zwischen 990 und 1028 wurde Martial im Zuge der Gottesfriedensbewegung durch eine neu verfasste Vita zum Vetter des Apostels Petrus, zum Jünger Jesu, zum Teilnehmer am Abendmahl sowie zum Zeugen der Himmelfahrt Christi und des Pfingstwunders erklärt. Damit war er fortan einer der wichtigsten Heiligen Frankreichs.
Alle sieben Jahre werden die Gebeine der Heiligen der Stadt während einer seit dem Jahr 994 nachgewiesenen Prozession (Ostensions limousines) durch das Stadtzentrum getragen.

## Darstellung
Mittelalterliche Bildnisse des Heiligen sind, mit Ausnahme von stilisierten Abbildungen auf Münzen, unbekannt. Spätere Darstellungen zeigen ihn regelmäßig als Bischof.